# Michauxia stenophylla
Michauxia stenophylla là loài thực vật có hoa trong họ Hoa chuông. Loài này được Boiss. & Hausskn. mô tả khoa học đầu tiên năm 1875.